# Albertsplatz 7

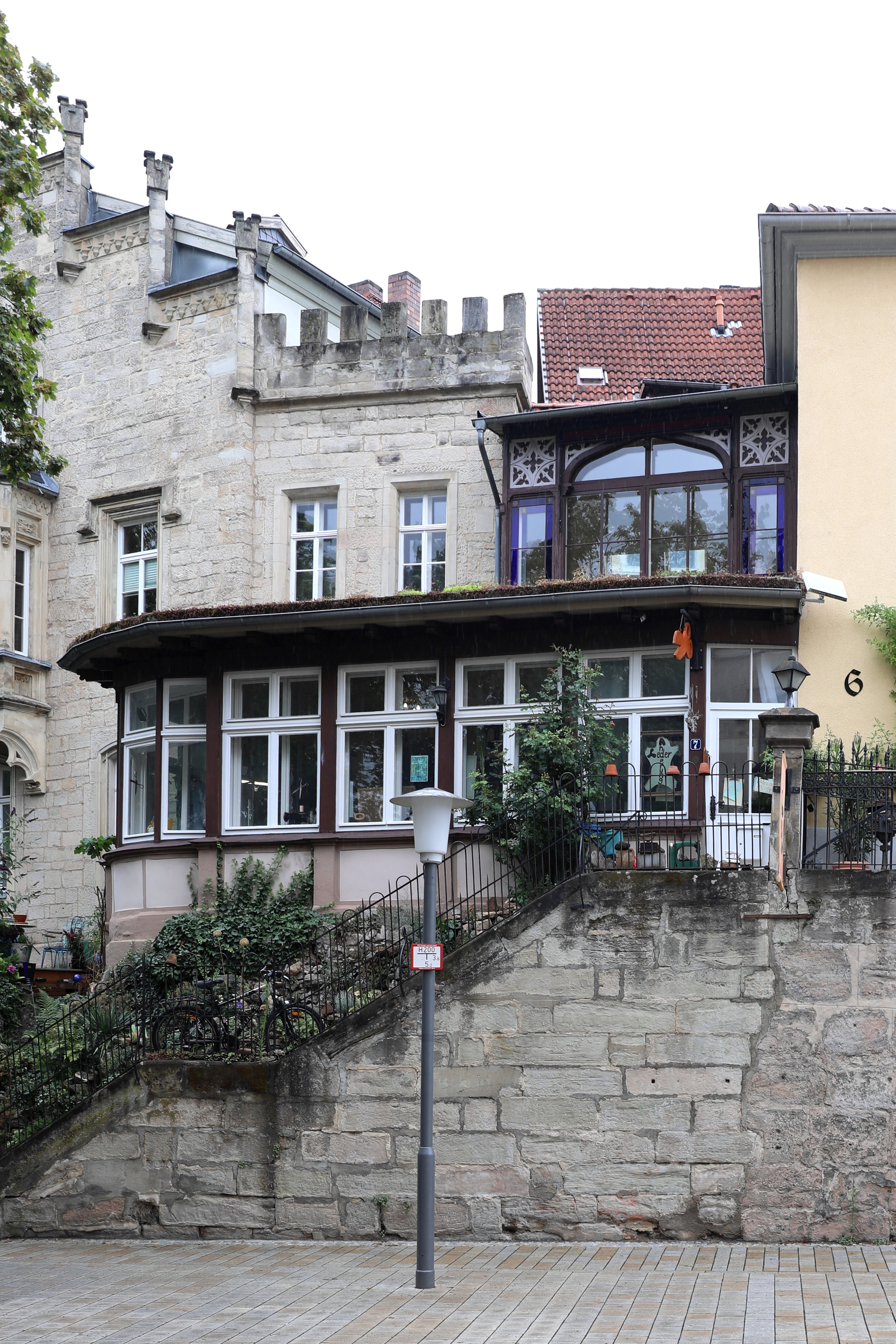
Albertsplatz 7 in Coburg

Das Haus Albertsplatz 7 in der oberfränkischen Stadt Coburg ist ein 1864 errichtetes, neugotisches Wohn- und Geschäftshaus, das als Baudenkmal in der Bayerischen Denkmalliste eingetragen ist.

## Geschichte
Das Gebäude ist ein Annexbau des Hauses Kleine Rosengasse 7, das der Maurermeister Paul Gehrlicher 1863/1864 errichtete. Es steht bereichsweise wohl über den Resten eines Wehrturms des inneren Stadtmauerringes, die ab 1782 abgebrochen wurde.

## Architektur
Der Anbau in der nordwestlichen Ecke des Albertsplatzes besteht aus zwei Geschossen mit zwei Fensterachsen und einer neugotischen Fassade aus Sandsteinquadern mit einem Flachdach und einem Zinnenkranz als oberen Abschluss. Ein seitlich, rechts anschließender Gebäudeteil hat ein Pultdach und im Obergeschoss eine hölzerne Veranda. Der eingeschossige Vorbau im Erdgeschoss stammt aus dem Jahr 1953. Er steht auf einem älteren Quadersockel und hat eine zeittypische Abrundung der Ecke sowie ein weit vorkragendes, begrüntes Flachdach.